# تپه بهداری
تپه بهداری مربوط به هزاره چهارم و پنجم قم مس و سنگ است و در شهرستان ممسنی، بخش رستم، دهستان رستم ۳، روستای کوپن علیا، سمت راست جاده کوبن به باشت واقع شده و این اثر در تاریخ ۲۳ بهمن ۱۳۸۵ با شمارهٔ ثبت ۱۷۲۶۵ به‌عنوان یکی از آثار ملی ایران به ثبت رسیده است.